# Hollywood (tv-serie)
Hollywood  er en amerikansk tv-serie fra 2020. Serien er skabt af Ryan Murphy og Ian Brennan, og blev udgivet på Netflix den 1. maj 2020.

## Medvirkende
- Darren Criss som Raymond Ansley
- David Corenswet som Jack Castello
- Jeremy Pope som Archie Coleman
- Laura Harrier som Camille Washington
- Samara Weaving som Claire Wood
- Dylan McDermott som Ernie
- Holland Taylor som Ellen Kincaid
- Patti LuPone som Avis Amberg
- Jim Parsons som Henry Willson
- Jake Picking som Rock Hudson
- Queen Latifah som Hattie McDaniel
- Michelle Krusiec som Anna May Wong
- Joe Mantello som Dick Samuels
- Maude Apatow som Henrietta